# Arrade destituta
Arrade destituta är en fjärilsart som beskrevs av Walker 1865. Arrade destituta ingår i släktet Arrade och familjen nattflyn. Inga underarter finns listade i Catalogue of Life.

## Bildgalleri

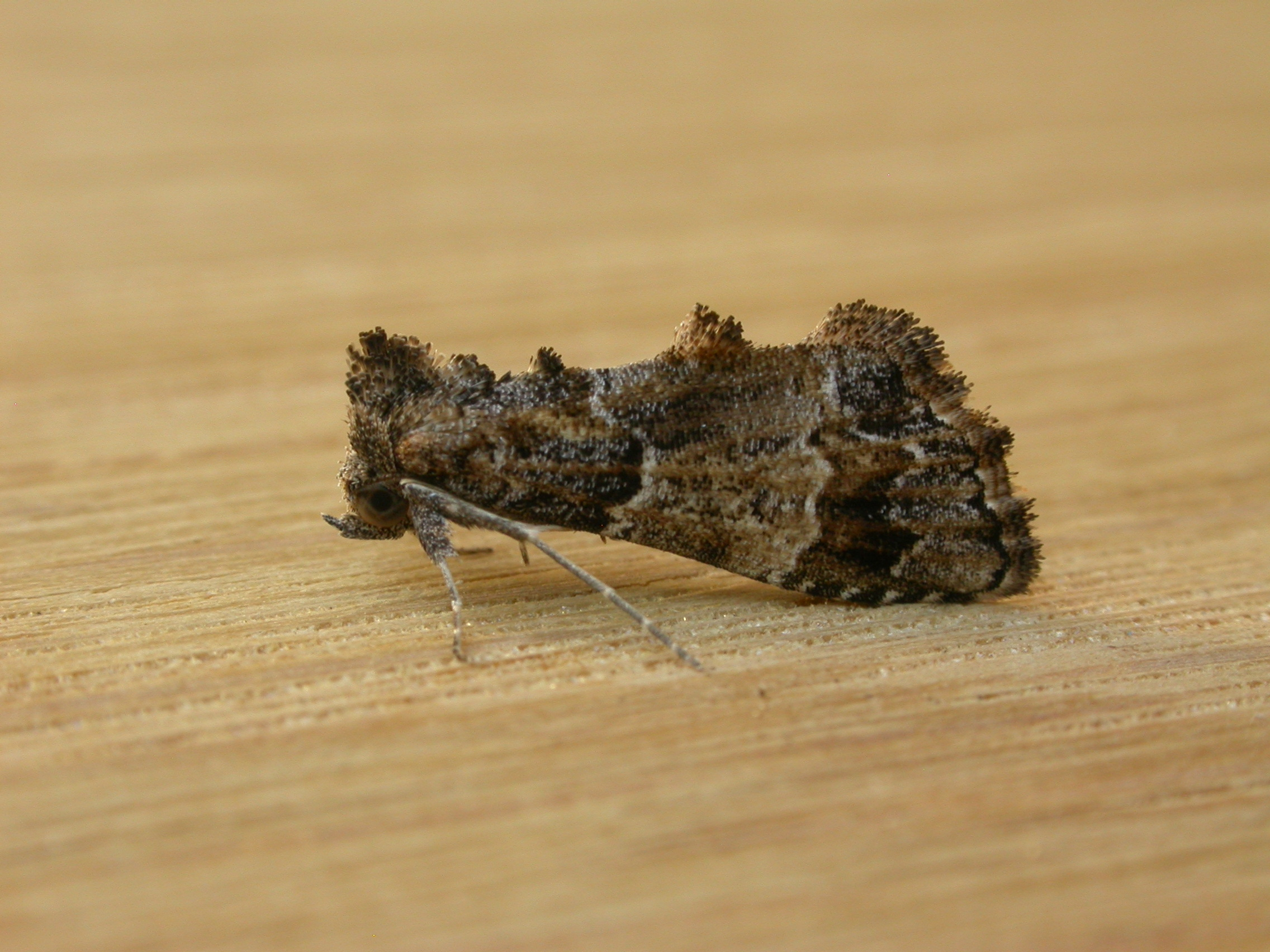